# Platysaurus mitchelli
Platysaurus mitchelli là một loài thằn lằn trong họ Cordylidae. Loài này được Loveridge mô tả khoa học đầu tiên năm 1953.